# Katalonien runt 2025
Katalonien runt 2025 var den 104:e upplagan av det spanska etapploppet Katalonien runt. Cykelloppets sju etapper kördes mellan den 24 och 30 mars 2025 med start i Sant Feliu de Guíxols och målgång i Barcelona. Loppet var en del av UCI World Tour 2025 och vanns av slovenske Primož Roglič från cykellaget Red Bull–Bora–Hansgrohe.

## Deltagande lag
| WorldTeams (18)- EF Education-EasyPost - Alpecin-Deceuninck - Arkéa-B&B Hotels - XDS Astana Team - Bahrain-Victorious - Cofidis - Decathlon AG2R La Mondiale Team - Groupama-FDJ - Ineos Grenadiers - Intermarché-Wanty - Movistar Team - Lidl-Trek - Red Bull-BORA-hansgrohe - Soudal Quick-Step - Team Picnic-PostNL - Team Jayco AlUla - Team Visma \| Lease a Bike - UAE Team Emirates XRG ProTeams (6)- Lotto - Israel-Premier Tech - Caja Rural-Seguros RGA - Equipo Kern Pharma - Burgos-Burpellet-BH - Euskaltel-Euskadi |
| |

## Etapper
| Etapp | Datum  | Start – mål                                   | type        | Distans (km) | Höjdskillnad (m) | Etappvinnare    | Totalledare     |
| ----- | ------ | --------------------------------------------- | ----------- | ------------ | ---------------- | --------------- | --------------- |
| 1     | 24 mar | Sant Feliu de Guíxols – Sant Feliu de Guíxols |             | 178,3        | 2 765 m          | Matthew Brennan | Matthew Brennan |
| 2     | 25 mar | Banyoles – Figueres                           | Flack etapp | 177,3        | 1 790 m          | Ethan Vernon    | Matthew Brennan |
| 3     | 26 mar | Viladecans – La Molina                        | Bergsetapp  | 218,6        | 5 093 m          | Juan Ayuso      | Juan Ayuso      |
| 4     | 27 mar | Sant Vicenç de Castellet – Montserrat         | Bergsetapp  | 188,7        | 3 089 m          | Primož Roglič   | Primož Roglič   |
| 5     | 28 mar | Paüls – Amposta                               | Flack etapp | 172          | 1 320 m          | Matthew Brennan | Juan Ayuso      |
| 6     | 29 mar | Berga – Berga                                 | Flack etapp | 72           | 1 143 m          | Quinn Simmons   | Juan Ayuso      |
| 7     | 30 mar | Barcelona – Barcelona                         |             | 88,2         | 1 901 m          | Primož Roglič   | Primož Roglič   |

### 1:a etappen
| Sant Feliu de Guíxols - Sant Feliu de Guíxols |  | (178,3 km) |

| \| Placeringar i etappen \| Placeringar i etappen \| Placeringar i etappen \| Placeringar i etappen \| Placeringar i etappen \| \| Cyklist \| Cyklist \| Lag \| Tid \| \| \| --------------------- \| --------------------- \| -------------------------- \| --------------------- \| --------------------- \| \| 1. \| Matthew Brennan \| Team Visma \\| Lease a Bike \| 4t 25' 17" \| \| \| 2. \| Kaden Groves \| Alpecin-Deceuninck \| + 0" \| \| \| 3. \| Tibor del Grosso \| Alpecin-Deceuninck \| + 0" \| \| \| 4. \| Dorian Godon \| Decathlon-AG2R La Mondiale \| + 0" \| \| \| 5. \| Andrea Vendrame \| Decathlon-AG2R La Mondiale \| + 0" \| \| \| 6. \| Corbin Strong \| Israel-Premier Tech \| + 0" \| \| \| 7. \| Edward Planckaert \| Alpecin-Deceuninck \| + 0" \| \| \| 8. \| Mikel Landa \| Soudal Quick-Step \| + 0" \| \| \| 9. \| Lennert Van Eetvelt \| Lotto \| + 0" \| \| \| 10. \| Laurens De Plus \| Ineos Grenadiers \| + 0" \| \| |                     |                            |            |
| |                     |                            |            |
| |                     |                            |            |
| Placeringar i etappen |                     |                            |            |
| Cyklist | Cyklist             | Lag                        | Tid        |
| 1. | Matthew Brennan     | Team Visma \| Lease a Bike | 4t 25' 17" |
| 2. | Kaden Groves        | Alpecin-Deceuninck         | + 0"       |
| 3. | Tibor del Grosso    | Alpecin-Deceuninck         | + 0"       |
| 4. | Dorian Godon        | Decathlon-AG2R La Mondiale | + 0"       |
| 5. | Andrea Vendrame     | Decathlon-AG2R La Mondiale | + 0"       |
| 6. | Corbin Strong       | Israel-Premier Tech        | + 0"       |
| 7. | Edward Planckaert   | Alpecin-Deceuninck         | + 0"       |
| 8. | Mikel Landa         | Soudal Quick-Step          | + 0"       |
| 9. | Lennert Van Eetvelt | Lotto                      | + 0"       |
| 10. | Laurens De Plus     | Ineos Grenadiers           | + 0"       |

| \| Totaltävlingen \| Totaltävlingen \| Totaltävlingen \| Totaltävlingen \| Totaltävlingen \| \| Cyklist \| Cyklist \| Lag \| Tid \| \| \| -------------- \| ----------------- \| -------------------------- \| -------------- \| -------------- \| \| 1. \| Matthew Brennan \| Team Visma \\| Lease a Bike \| 4t 25' 07" \| \| \| 2. \| Kaden Groves \| Alpecin-Deceuninck \| + 4" \| \| \| 3. \| Tibor del Grosso \| Alpecin-Deceuninck \| + 6" \| \| \| 4. \| Enric Mas \| Movistar Team \| + 7" \| \| \| 5. \| Primož Roglič \| Red Bull-Bora-Hansgrohe \| + 9" \| \| \| 6. \| Dorian Godon \| Decathlon-AG2R La Mondiale \| + 10" \| \| \| 7. \| Andrea Vendrame \| Decathlon-AG2R La Mondiale \| + 10" \| \| \| 8. \| Corbin Strong \| Israel-Premier Tech \| + 10" \| \| \| 9. \| Edward Planckaert \| Alpecin-Deceuninck \| + 10" \| \| \| 10. \| Mikel Landa \| Soudal Quick-Step \| + 10" \| \| |                   |                            |            |
| |                   |                            |            |
| |                   |                            |            |
| Totaltävlingen |                   |                            |            |
| Cyklist | Cyklist           | Lag                        | Tid        |
| 1. | Matthew Brennan   | Team Visma \| Lease a Bike | 4t 25' 07" |
| 2. | Kaden Groves      | Alpecin-Deceuninck         | + 4"       |
| 3. | Tibor del Grosso  | Alpecin-Deceuninck         | + 6"       |
| 4. | Enric Mas         | Movistar Team              | + 7"       |
| 5. | Primož Roglič     | Red Bull-Bora-Hansgrohe    | + 9"       |
| 6. | Dorian Godon      | Decathlon-AG2R La Mondiale | + 10"      |
| 7. | Andrea Vendrame   | Decathlon-AG2R La Mondiale | + 10"      |
| 8. | Corbin Strong     | Israel-Premier Tech        | + 10"      |
| 9. | Edward Planckaert | Alpecin-Deceuninck         | + 10"      |
| 10. | Mikel Landa       | Soudal Quick-Step          | + 10"      |

### 2:a etappen
| Banyoles - Figueres | Flack etapp | (177,3 km) |

| \| Placeringar i etappen \| Placeringar i etappen \| Placeringar i etappen \| Placeringar i etappen \| Placeringar i etappen \| \| Cyklist \| Cyklist \| Lag \| Tid \| \| \| --------------------- \| --------------------- \| -------------------------- \| --------------------- \| --------------------- \| \| 1. \| Ethan Vernon \| Israel-Premier Tech \| 4t 16' 16" \| \| \| 2. \| Matthew Brennan \| Team Visma \\| Lease a Bike \| + 0" \| \| \| 3. \| Kaden Groves \| Alpecin-Deceuninck \| + 0" \| \| \| 4. \| Axel Laurance \| Ineos Grenadiers \| + 0" \| \| \| 5. \| Pavel Bittner \| Team Picnic-PostNL \| + 0" \| \| \| 6. \| Dorian Godon \| Decathlon-AG2R La Mondiale \| + 0" \| \| \| 7. \| Marijn van den Berg \| EF Education-EasyPost \| + 0" \| \| \| 8. \| Stanisław Aniołkowski \| Cofidis \| + 0" \| \| \| 9. \| Dion Smith \| Intermarché-Wanty \| + 0" \| \| \| 10. \| Anders Foldager \| Team Jayco AlUla \| + 0" \| \| |                       |                            |            |
| |                       |                            |            |
| |                       |                            |            |
| Placeringar i etappen |                       |                            |            |
| Cyklist | Cyklist               | Lag                        | Tid        |
| 1. | Ethan Vernon          | Israel-Premier Tech        | 4t 16' 16" |
| 2. | Matthew Brennan       | Team Visma \| Lease a Bike | + 0"       |
| 3. | Kaden Groves          | Alpecin-Deceuninck         | + 0"       |
| 4. | Axel Laurance         | Ineos Grenadiers           | + 0"       |
| 5. | Pavel Bittner         | Team Picnic-PostNL         | + 0"       |
| 6. | Dorian Godon          | Decathlon-AG2R La Mondiale | + 0"       |
| 7. | Marijn van den Berg   | EF Education-EasyPost      | + 0"       |
| 8. | Stanisław Aniołkowski | Cofidis                    | + 0"       |
| 9. | Dion Smith            | Intermarché-Wanty          | + 0"       |
| 10. | Anders Foldager       | Team Jayco AlUla           | + 0"       |

| \| Totaltävlingen \| Totaltävlingen \| Totaltävlingen \| Totaltävlingen \| Totaltävlingen \| \| Cyklist \| Cyklist \| Lag \| Tid \| \| \| -------------- \| --------------------- \| -------------------------- \| -------------- \| -------------- \| \| 1. \| Matthew Brennan \| Team Visma \\| Lease a Bike \| 8t 41' 17" \| \| \| 2. \| Kaden Groves \| Alpecin-Deceuninck \| + 6" \| \| \| 3. \| Tibor del Grosso \| Alpecin-Deceuninck \| + 12" \| \| \| 4. \| Enric Mas \| Movistar Team \| + 13" \| \| \| 5. \| Juan Ayuso \| UAE Team Emirates XRG \| + 13" \| \| \| 6. \| Primož Roglič \| Red Bull-Bora-Hansgrohe \| + 15" \| \| \| 7. \| Dorian Godon \| Decathlon-AG2R La Mondiale \| + 16" \| \| \| 8. \| Andrea Vendrame \| Decathlon-AG2R La Mondiale \| + 16" \| \| \| 9. \| William Junior Lecerf \| Soudal Quick-Step \| + 16" \| \| \| 10. \| Pavel Bittner \| Team Picnic-PostNL \| + 16" \| \| |                       |                            |            |
| |                       |                            |            |
| |                       |                            |            |
| Totaltävlingen |                       |                            |            |
| Cyklist | Cyklist               | Lag                        | Tid        |
| 1. | Matthew Brennan       | Team Visma \| Lease a Bike | 8t 41' 17" |
| 2. | Kaden Groves          | Alpecin-Deceuninck         | + 6"       |
| 3. | Tibor del Grosso      | Alpecin-Deceuninck         | + 12"      |
| 4. | Enric Mas             | Movistar Team              | + 13"      |
| 5. | Juan Ayuso            | UAE Team Emirates XRG      | + 13"      |
| 6. | Primož Roglič         | Red Bull-Bora-Hansgrohe    | + 15"      |
| 7. | Dorian Godon          | Decathlon-AG2R La Mondiale | + 16"      |
| 8. | Andrea Vendrame       | Decathlon-AG2R La Mondiale | + 16"      |
| 9. | William Junior Lecerf | Soudal Quick-Step          | + 16"      |
| 10. | Pavel Bittner         | Team Picnic-PostNL         | + 16"      |

### 3:e etappen
| Viladecans - La Molina | Bergsetapp | (218,6 km) |

| \| Placeringar i etappen \| Placeringar i etappen \| Placeringar i etappen \| Placeringar i etappen \| Placeringar i etappen \| \| Cyklist \| Cyklist \| Lag \| Tid \| \| \| --------------------- \| --------------------- \| ----------------------- \| --------------------- \| --------------------- \| \| 1. \| Juan Ayuso \| UAE Team Emirates XRG \| 5t 49' 29" \| \| \| 2. \| Primož Roglič \| Red Bull-Bora-Hansgrohe \| + 0" \| \| \| 3. \| Mikel Landa \| Soudal Quick-Step \| + 2" \| \| \| 4. \| Lenny Martinez \| Bahrain Victorious \| + 4" \| \| \| 5. \| Lennert Van Eetvelt \| Lotto \| + 4" \| \| \| 6. \| Enric Mas \| Movistar Team \| + 4" \| \| \| 7. \| Egan Bernal \| Ineos Grenadiers \| + 4" \| \| \| 8. \| Harold Martín López \| XDS Astana Team \| + 4" \| \| \| 9. \| Richard Carapaz \| EF Education-EasyPost \| + 4" \| \| \| 10. \| Adam Yates \| UAE Team Emirates XRG \| + 4" \| \| |                     |                         |            |
| |                     |                         |            |
| |                     |                         |            |
| Placeringar i etappen |                     |                         |            |
| Cyklist | Cyklist             | Lag                     | Tid        |
| 1. | Juan Ayuso          | UAE Team Emirates XRG   | 5t 49' 29" |
| 2. | Primož Roglič       | Red Bull-Bora-Hansgrohe | + 0"       |
| 3. | Mikel Landa         | Soudal Quick-Step       | + 2"       |
| 4. | Lenny Martinez      | Bahrain Victorious      | + 4"       |
| 5. | Lennert Van Eetvelt | Lotto                   | + 4"       |
| 6. | Enric Mas           | Movistar Team           | + 4"       |
| 7. | Egan Bernal         | Ineos Grenadiers        | + 4"       |
| 8. | Harold Martín López | XDS Astana Team         | + 4"       |
| 9. | Richard Carapaz     | EF Education-EasyPost   | + 4"       |
| 10. | Adam Yates          | UAE Team Emirates XRG   | + 4"       |

| \| Totaltävlingen \| Totaltävlingen \| Totaltävlingen \| Totaltävlingen \| Totaltävlingen \| \| Cyklist \| Cyklist \| Lag \| Tid \| \| \| -------------- \| --------------------- \| ----------------------- \| -------------- \| -------------- \| \| 1. \| Juan Ayuso \| UAE Team Emirates XRG \| 14t 30' 49" \| \| \| 2. \| Primož Roglič \| Red Bull-Bora-Hansgrohe \| + 6" \| \| \| 3. \| Mikel Landa \| Soudal Quick-Step \| + 11" \| \| \| 4. \| Enric Mas \| Movistar Team \| + 14" \| \| \| 5. \| William Junior Lecerf \| Soudal Quick-Step \| + 17" \| \| \| 6. \| Lenny Martinez \| Bahrain Victorious \| + 17" \| \| \| 7. \| Richard Carapaz \| EF Education-EasyPost \| + 17" \| \| \| 8. \| Laurens De Plus \| Ineos Grenadiers \| + 17" \| \| \| 9. \| Lennert Van Eetvelt \| Lotto \| + 17" \| \| \| 10. \| Egan Bernal \| Ineos Grenadiers \| + 17" \| \| |                       |                         |             |
| |                       |                         |             |
| |                       |                         |             |
| Totaltävlingen |                       |                         |             |
| Cyklist | Cyklist               | Lag                     | Tid         |
| 1. | Juan Ayuso            | UAE Team Emirates XRG   | 14t 30' 49" |
| 2. | Primož Roglič         | Red Bull-Bora-Hansgrohe | + 6"        |
| 3. | Mikel Landa           | Soudal Quick-Step       | + 11"       |
| 4. | Enric Mas             | Movistar Team           | + 14"       |
| 5. | William Junior Lecerf | Soudal Quick-Step       | + 17"       |
| 6. | Lenny Martinez        | Bahrain Victorious      | + 17"       |
| 7. | Richard Carapaz       | EF Education-EasyPost   | + 17"       |
| 8. | Laurens De Plus       | Ineos Grenadiers        | + 17"       |
| 9. | Lennert Van Eetvelt   | Lotto                   | + 17"       |
| 10. | Egan Bernal           | Ineos Grenadiers        | + 17"       |

### 4:e etappen
| Sant Vicenç de Castellet - Montserrat | Bergsetapp | (188,7 km) |

| \| Placeringar i etappen \| Placeringar i etappen \| Placeringar i etappen \| Placeringar i etappen \| Placeringar i etappen \| \| Cyklist \| Cyklist \| Lag \| Tid \| \| \| --------------------- \| --------------------- \| -------------------------- \| --------------------- \| --------------------- \| \| 1. \| Primož Roglič \| Red Bull-Bora-Hansgrohe \| 4t 24' 08" \| \| \| 2. \| Juan Ayuso \| UAE Team Emirates XRG \| + 0" \| \| \| 3. \| Enric Mas \| Movistar Team \| + 3" \| \| \| 4. \| Lenny Martinez \| Bahrain Victorious \| + 3" \| \| \| 5. \| Mikel Landa \| Soudal Quick-Step \| + 3" \| \| \| 6. \| Felix Gall \| Decathlon-AG2R La Mondiale \| + 3" \| \| \| 7. \| Lennert Van Eetvelt \| Lotto \| + 3" \| \| \| 8. \| Matthew Riccitello \| Israel-Premier Tech \| + 6" \| \| \| 9. \| Juan Pedro López \| Lidl-Trek \| + 21" \| \| \| 10. \| Giulio Pellizzari \| Red Bull-Bora-Hansgrohe \| + 26" \| \| |                     |                            |            |
| |                     |                            |            |
| |                     |                            |            |
| Placeringar i etappen |                     |                            |            |
| Cyklist | Cyklist             | Lag                        | Tid        |
| 1. | Primož Roglič       | Red Bull-Bora-Hansgrohe    | 4t 24' 08" |
| 2. | Juan Ayuso          | UAE Team Emirates XRG      | + 0"       |
| 3. | Enric Mas           | Movistar Team              | + 3"       |
| 4. | Lenny Martinez      | Bahrain Victorious         | + 3"       |
| 5. | Mikel Landa         | Soudal Quick-Step          | + 3"       |
| 6. | Felix Gall          | Decathlon-AG2R La Mondiale | + 3"       |
| 7. | Lennert Van Eetvelt | Lotto                      | + 3"       |
| 8. | Matthew Riccitello  | Israel-Premier Tech        | + 6"       |
| 9. | Juan Pedro López    | Lidl-Trek                  | + 21"      |
| 10. | Giulio Pellizzari   | Red Bull-Bora-Hansgrohe    | + 26"      |

| \| Totaltävlingen \| Totaltävlingen \| Totaltävlingen \| Totaltävlingen \| Totaltävlingen \| \| Cyklist \| Cyklist \| Lag \| Tid \| \| \| -------------- \| --------------------- \| ----------------------- \| -------------- \| -------------- \| \| 1. \| Primož Roglič \| Red Bull-Bora-Hansgrohe \| 18t 54' 50" \| \| \| 2. \| Juan Ayuso \| UAE Team Emirates XRG \| + 0" \| \| \| 3. \| Enric Mas \| Movistar Team \| + 20" \| \| \| 4. \| Mikel Landa \| Soudal Quick-Step \| + 21" \| \| \| 5. \| Lenny Martinez \| Bahrain Victorious \| + 27" \| \| \| 6. \| Lennert Van Eetvelt \| Lotto \| + 27" \| \| \| 7. \| Matthew Riccitello \| Israel-Premier Tech \| + 45" \| \| \| 8. \| Harold Martín López \| XDS Astana Team \| + 55" \| \| \| 9. \| William Junior Lecerf \| Soudal Quick-Step \| + 58" \| \| \| 10. \| Laurens De Plus \| Ineos Grenadiers \| + 58" \| \| |                       |                         |             |
| |                       |                         |             |
| |                       |                         |             |
| Totaltävlingen |                       |                         |             |
| Cyklist | Cyklist               | Lag                     | Tid         |
| 1. | Primož Roglič         | Red Bull-Bora-Hansgrohe | 18t 54' 50" |
| 2. | Juan Ayuso            | UAE Team Emirates XRG   | + 0"        |
| 3. | Enric Mas             | Movistar Team           | + 20"       |
| 4. | Mikel Landa           | Soudal Quick-Step       | + 21"       |
| 5. | Lenny Martinez        | Bahrain Victorious      | + 27"       |
| 6. | Lennert Van Eetvelt   | Lotto                   | + 27"       |
| 7. | Matthew Riccitello    | Israel-Premier Tech     | + 45"       |
| 8. | Harold Martín López   | XDS Astana Team         | + 55"       |
| 9. | William Junior Lecerf | Soudal Quick-Step       | + 58"       |
| 10. | Laurens De Plus       | Ineos Grenadiers        | + 58"       |

### 5:e etappen
| Paüls - Amposta | Flack etapp | (172 km) |

| \| Placeringar i etappen \| Placeringar i etappen \| Placeringar i etappen \| Placeringar i etappen \| Placeringar i etappen \| \| Cyklist \| Cyklist \| Lag \| Tid \| \| \| --------------------- \| --------------------- \| -------------------------- \| --------------------- \| --------------------- \| \| 1. \| Matthew Brennan \| Team Visma \\| Lease a Bike \| 3t 28' 14" \| \| \| 2. \| Tibor del Grosso \| Alpecin-Deceuninck \| + 0" \| \| \| 3. \| Pavel Bittner \| Team Picnic-PostNL \| + 0" \| \| \| 4. \| Marijn van den Berg \| EF Education-EasyPost \| + 0" \| \| \| 5. \| Corbin Strong \| Israel-Premier Tech \| + 0" \| \| \| 6. \| Axel Laurance \| Ineos Grenadiers \| + 0" \| \| \| 7. \| Dorian Godon \| Decathlon-AG2R La Mondiale \| + 0" \| \| \| 8. \| Nico Denz \| Red Bull-Bora-Hansgrohe \| + 0" \| \| \| 9. \| Antonio Fagúndez \| Burgos-Burpellet-BH \| + 0" \| \| \| 10. \| Juan Ayuso \| UAE Team Emirates XRG \| + 0" \| \| |                     |                            |            |
| |                     |                            |            |
| |                     |                            |            |
| Placeringar i etappen |                     |                            |            |
| Cyklist | Cyklist             | Lag                        | Tid        |
| 1. | Matthew Brennan     | Team Visma \| Lease a Bike | 3t 28' 14" |
| 2. | Tibor del Grosso    | Alpecin-Deceuninck         | + 0"       |
| 3. | Pavel Bittner       | Team Picnic-PostNL         | + 0"       |
| 4. | Marijn van den Berg | EF Education-EasyPost      | + 0"       |
| 5. | Corbin Strong       | Israel-Premier Tech        | + 0"       |
| 6. | Axel Laurance       | Ineos Grenadiers           | + 0"       |
| 7. | Dorian Godon        | Decathlon-AG2R La Mondiale | + 0"       |
| 8. | Nico Denz           | Red Bull-Bora-Hansgrohe    | + 0"       |
| 9. | Antonio Fagúndez    | Burgos-Burpellet-BH        | + 0"       |
| 10. | Juan Ayuso          | UAE Team Emirates XRG      | + 0"       |

| \| Totaltävlingen \| Totaltävlingen \| Totaltävlingen \| Totaltävlingen \| Totaltävlingen \| \| Cyklist \| Cyklist \| Lag \| Tid \| \| \| -------------- \| ------------------- \| -------------------------- \| -------------- \| -------------- \| \| 1. \| Juan Ayuso \| UAE Team Emirates XRG \| 22t 23' 03" \| \| \| 2. \| Primož Roglič \| Red Bull-Bora-Hansgrohe \| + 1" \| \| \| 3. \| Enric Mas \| Movistar Team \| + 21" \| \| \| 4. \| Mikel Landa \| Soudal Quick-Step \| + 22" \| \| \| 5. \| Lenny Martinez \| Bahrain Victorious \| + 28" \| \| \| 6. \| Laurens De Plus \| Ineos Grenadiers \| + 59" \| \| \| 7. \| Egan Bernal \| Ineos Grenadiers \| + 59" \| \| \| 8. \| Lennert Van Eetvelt \| Lotto \| + 1' 10" \| \| \| 9. \| Simon Yates \| Team Visma \\| Lease a Bike \| + 1' 14" \| \| \| 10. \| Richard Carapaz \| EF Education-EasyPost \| + 1' 27" \| \| |                     |                            |             |
| |                     |                            |             |
| |                     |                            |             |
| Totaltävlingen |                     |                            |             |
| Cyklist | Cyklist             | Lag                        | Tid         |
| 1. | Juan Ayuso          | UAE Team Emirates XRG      | 22t 23' 03" |
| 2. | Primož Roglič       | Red Bull-Bora-Hansgrohe    | + 1"        |
| 3. | Enric Mas           | Movistar Team              | + 21"       |
| 4. | Mikel Landa         | Soudal Quick-Step          | + 22"       |
| 5. | Lenny Martinez      | Bahrain Victorious         | + 28"       |
| 6. | Laurens De Plus     | Ineos Grenadiers           | + 59"       |
| 7. | Egan Bernal         | Ineos Grenadiers           | + 59"       |
| 8. | Lennert Van Eetvelt | Lotto                      | + 1' 10"    |
| 9. | Simon Yates         | Team Visma \| Lease a Bike | + 1' 14"    |
| 10. | Richard Carapaz     | EF Education-EasyPost      | + 1' 27"    |

### 6:e etappen
| Berga - Berga | Flack etapp | (72 km) |

| \| Placeringar i etappen \| Placeringar i etappen \| Placeringar i etappen \| Placeringar i etappen \| Placeringar i etappen \| \| Cyklist \| Cyklist \| Lag \| Tid \| \| \| --------------------- \| --------------------- \| -------------------------- \| --------------------- \| --------------------- \| \| 1. \| Quinn Simmons \| Lidl-Trek \| 25' 04" \| \| \| 2. \| Pavel Bittner \| Team Picnic-PostNL \| + 0" \| \| \| 3. \| Anders Foldager \| Team Jayco AlUla \| + 0" \| \| \| 4. \| Lennert Van Eetvelt \| Lotto \| + 0" \| \| \| 5. \| Ethan Vernon \| Israel-Premier Tech \| + 0" \| \| \| 6. \| Andrea Vendrame \| Decathlon-AG2R La Mondiale \| + 0" \| \| \| 7. \| Dorian Godon \| Decathlon-AG2R La Mondiale \| + 0" \| \| \| 8. \| Axel Laurance \| Ineos Grenadiers \| + 0" \| \| \| 9. \| Pau Miquel \| Equipo Kern Pharma \| + 0" \| \| \| 10. \| Harold Martín López \| XDS Astana Team \| + 0" \| \| |                     |                            |         |
| |                     |                            |         |
| |                     |                            |         |
| Placeringar i etappen |                     |                            |         |
| Cyklist | Cyklist             | Lag                        | Tid     |
| 1. | Quinn Simmons       | Lidl-Trek                  | 25' 04" |
| 2. | Pavel Bittner       | Team Picnic-PostNL         | + 0"    |
| 3. | Anders Foldager     | Team Jayco AlUla           | + 0"    |
| 4. | Lennert Van Eetvelt | Lotto                      | + 0"    |
| 5. | Ethan Vernon        | Israel-Premier Tech        | + 0"    |
| 6. | Andrea Vendrame     | Decathlon-AG2R La Mondiale | + 0"    |
| 7. | Dorian Godon        | Decathlon-AG2R La Mondiale | + 0"    |
| 8. | Axel Laurance       | Ineos Grenadiers           | + 0"    |
| 9. | Pau Miquel          | Equipo Kern Pharma         | + 0"    |
| 10. | Harold Martín López | XDS Astana Team            | + 0"    |

| \| Totaltävlingen \| Totaltävlingen \| Totaltävlingen \| Totaltävlingen \| Totaltävlingen \| \| Cyklist \| Cyklist \| Lag \| Tid \| \| \| -------------- \| ------------------- \| -------------------------- \| -------------- \| -------------- \| \| 1. \| Juan Ayuso \| UAE Team Emirates XRG \| 22t 48' 07" \| \| \| 2. \| Primož Roglič \| Red Bull-Bora-Hansgrohe \| + 1" \| \| \| 3. \| Enric Mas \| Movistar Team \| + 21" \| \| \| 4. \| Mikel Landa \| Soudal Quick-Step \| + 22" \| \| \| 5. \| Lenny Martinez \| Bahrain Victorious \| + 28" \| \| \| 6. \| Laurens De Plus \| Ineos Grenadiers \| + 59" \| \| \| 7. \| Egan Bernal \| Ineos Grenadiers \| + 59" \| \| \| 8. \| Lennert Van Eetvelt \| Lotto \| + 1' 10" \| \| \| 9. \| Simon Yates \| Team Visma \\| Lease a Bike \| + 1' 14" \| \| \| 10. \| Richard Carapaz \| EF Education-EasyPost \| + 1' 27" \| \| |                     |                            |             |
| |                     |                            |             |
| |                     |                            |             |
| Totaltävlingen |                     |                            |             |
| Cyklist | Cyklist             | Lag                        | Tid         |
| 1. | Juan Ayuso          | UAE Team Emirates XRG      | 22t 48' 07" |
| 2. | Primož Roglič       | Red Bull-Bora-Hansgrohe    | + 1"        |
| 3. | Enric Mas           | Movistar Team              | + 21"       |
| 4. | Mikel Landa         | Soudal Quick-Step          | + 22"       |
| 5. | Lenny Martinez      | Bahrain Victorious         | + 28"       |
| 6. | Laurens De Plus     | Ineos Grenadiers           | + 59"       |
| 7. | Egan Bernal         | Ineos Grenadiers           | + 59"       |
| 8. | Lennert Van Eetvelt | Lotto                      | + 1' 10"    |
| 9. | Simon Yates         | Team Visma \| Lease a Bike | + 1' 14"    |
| 10. | Richard Carapaz     | EF Education-EasyPost      | + 1' 27"    |

### 7:e etappen
| Barcelona - Barcelona |  | (88,2 km) |

| \| Placeringar i etappen \| Placeringar i etappen \| Placeringar i etappen \| Placeringar i etappen \| Placeringar i etappen \| \| Cyklist \| Cyklist \| Lag \| Tid \| \| \| --------------------- \| --------------------- \| -------------------------- \| --------------------- \| --------------------- \| \| 1. \| Primož Roglič \| Red Bull-Bora-Hansgrohe \| 1t 58' 27" \| \| \| 2. \| Laurens De Plus \| Ineos Grenadiers \| + 14" \| \| \| 3. \| Lennert Van Eetvelt \| Lotto \| + 14" \| \| \| 4. \| Dorian Godon \| Decathlon-AG2R La Mondiale \| + 19" \| \| \| 5. \| Sylvain Moniquet \| Cofidis \| + 19" \| \| \| 6. \| Lorenzo Fortunato \| XDS Astana Team \| + 19" \| \| \| 7. \| Corbin Strong \| Israel-Premier Tech \| + 19" \| \| \| 8. \| Simon Yates \| Team Visma \\| Lease a Bike \| + 19" \| \| \| 9. \| Axel Laurance \| Ineos Grenadiers \| + 19" \| \| \| 10. \| Rudy Molard \| Groupama-FDJ \| + 19" \| \| |                     |                            |            |
| |                     |                            |            |
| |                     |                            |            |
| Placeringar i etappen |                     |                            |            |
| Cyklist | Cyklist             | Lag                        | Tid        |
| 1. | Primož Roglič       | Red Bull-Bora-Hansgrohe    | 1t 58' 27" |
| 2. | Laurens De Plus     | Ineos Grenadiers           | + 14"      |
| 3. | Lennert Van Eetvelt | Lotto                      | + 14"      |
| 4. | Dorian Godon        | Decathlon-AG2R La Mondiale | + 19"      |
| 5. | Sylvain Moniquet    | Cofidis                    | + 19"      |
| 6. | Lorenzo Fortunato   | XDS Astana Team            | + 19"      |
| 7. | Corbin Strong       | Israel-Premier Tech        | + 19"      |
| 8. | Simon Yates         | Team Visma \| Lease a Bike | + 19"      |
| 9. | Axel Laurance       | Ineos Grenadiers           | + 19"      |
| 10. | Rudy Molard         | Groupama-FDJ               | + 19"      |

## Resultat

### Sammanlagt
| \| Totaltävlingen \| Totaltävlingen \| Totaltävlingen \| Totaltävlingen \| Totaltävlingen \| \| Cyklist \| Cyklist \| Lag \| Tid \| \| \| -------------- \| ------------------- \| -------------------------- \| -------------- \| -------------- \| \| 1. \| Primož Roglič \| Red Bull-Bora-Hansgrohe \| 24t 46' 21" \| \| \| 2. \| Juan Ayuso \| UAE Team Emirates XRG \| + 28" \| \| \| 3. \| Enric Mas \| Movistar Team \| + 53" \| \| \| 4. \| Mikel Landa \| Soudal Quick-Step \| + 54" \| \| \| 5. \| Lenny Martinez \| Bahrain Victorious \| + 1' 00" \| \| \| 6. \| Laurens De Plus \| Ineos Grenadiers \| + 1' 20" \| \| \| 7. \| Egan Bernal \| Ineos Grenadiers \| + 1' 31" \| \| \| 8. \| Lennert Van Eetvelt \| Lotto \| + 1' 33" \| \| \| 9. \| Simon Yates \| Team Visma \\| Lease a Bike \| + 1' 46" \| \| \| 10. \| Richard Carapaz \| EF Education-EasyPost \| + 1' 59" \| \| |                     |                            |             |
| |                     |                            |             |
| Källa: ProCyclingStats |                     |                            |             |
| Totaltävlingen |                     |                            |             |
| Cyklist | Cyklist             | Lag                        | Tid         |
| 1. | Primož Roglič       | Red Bull-Bora-Hansgrohe    | 24t 46' 21" |
| 2. | Juan Ayuso          | UAE Team Emirates XRG      | + 28"       |
| 3. | Enric Mas           | Movistar Team              | + 53"       |
| 4. | Mikel Landa         | Soudal Quick-Step          | + 54"       |
| 5. | Lenny Martinez      | Bahrain Victorious         | + 1' 00"    |
| 6. | Laurens De Plus     | Ineos Grenadiers           | + 1' 20"    |
| 7. | Egan Bernal         | Ineos Grenadiers           | + 1' 31"    |
| 8. | Lennert Van Eetvelt | Lotto                      | + 1' 33"    |
| 9. | Simon Yates         | Team Visma \| Lease a Bike | + 1' 46"    |
| 10. | Richard Carapaz     | EF Education-EasyPost      | + 1' 59"    |

### Övriga tävlingar
| Poängtävlingen | Poängtävlingen  | Poängtävlingen          | Poängtävlingen | Poängtävlingen |
| Cyklist        | Cyklist         | Lag                     | Poäng          |                |
| -------------- | --------------- | ----------------------- | -------------- | -------------- |
| 1.             | Primož Roglič   | Red Bull-Bora-Hansgrohe | 34 poäng       |                |
| 2.             | Juan Ayuso      | UAE Team Emirates XRG   | 25 poäng       |                |
| 3.             | Quinn Simmons   | Lidl-Trek               | 10 poäng       |                |
| 4.             | Ethan Vernon    | Israel-Premier Tech     | 10 poäng       |                |
| 5.             | Pavel Bittner   | Team Picnic-PostNL      | 10 poäng       |                |
| 6.             | Diego Uriarte   | Equipo Kern Pharma      | 8 poäng        |                |
| 7.             | Enric Mas       | Movistar Team           | 7 poäng        |                |
| 8.             | Mats Wenzel     | Equipo Kern Pharma      | 6 poäng        |                |
| 9.             | Jan Castellon   | Caja Rural-Seguros RGA  | 6 poäng        |                |
| 10.            | Laurens De Plus | Ineos Grenadiers        | 6 poäng        |                |

| Poängtävlingen | Poängtävlingen  | Poängtävlingen          | Poängtävlingen | Poängtävlingen |
| Cyklist        | Cyklist         | Lag                     | Poäng          |                |
| -------------- | --------------- | ----------------------- | -------------- | -------------- |
| 1.             | Primož Roglič   | Red Bull-Bora-Hansgrohe | 34 poäng       |                |
| 2.             | Juan Ayuso      | UAE Team Emirates XRG   | 25 poäng       |                |
| 3.             | Quinn Simmons   | Lidl-Trek               | 10 poäng       |                |
| 4.             | Ethan Vernon    | Israel-Premier Tech     | 10 poäng       |                |
| 5.             | Pavel Bittner   | Team Picnic-PostNL      | 10 poäng       |                |
| 6.             | Diego Uriarte   | Equipo Kern Pharma      | 8 poäng        |                |
| 7.             | Enric Mas       | Movistar Team           | 7 poäng        |                |
| 8.             | Mats Wenzel     | Equipo Kern Pharma      | 6 poäng        |                |
| 9.             | Jan Castellon   | Caja Rural-Seguros RGA  | 6 poäng        |                |
| 10.            | Laurens De Plus | Ineos Grenadiers        | 6 poäng        |                |

| Bergstävlingen | Bergstävlingen     | Bergstävlingen             | Bergstävlingen | Bergstävlingen |
| Cyklist        | Cyklist            | Lag                        | Poäng          |                |
| -------------- | ------------------ | -------------------------- | -------------- | -------------- |
| 1.             | Primož Roglič      | Red Bull-Bora-Hansgrohe    | 36 poäng       |                |
| 2.             | Mats Wenzel        | Equipo Kern Pharma         | 36 poäng       |                |
| 3.             | Bruno Armirail     | Decathlon-AG2R La Mondiale | 33 poäng       |                |
| 4.             | Juan Ayuso         | UAE Team Emirates XRG      | 22 poäng       |                |
| 5.             | Alex Molenaar      | Caja Rural-Seguros RGA     | 18 poäng       |                |
| 6.             | Danny van der Tuuk | Euskaltel-Euskadi          | 16 poäng       |                |
| 7.             | Lorenzo Germani    | Groupama-FDJ               | 16 poäng       |                |
| 8.             | Mario Aparicio     | Burgos-Burpellet-BH        | 12 poäng       |                |
| 9.             | Pablo Torres       | UAE Team Emirates XRG      | 12 poäng       |                |
| 10.            | Enric Mas          | Movistar Team              | 9 poäng        |                |

| Bergstävlingen | Bergstävlingen     | Bergstävlingen             | Bergstävlingen | Bergstävlingen |
| Cyklist        | Cyklist            | Lag                        | Poäng          |                |
| -------------- | ------------------ | -------------------------- | -------------- | -------------- |
| 1.             | Primož Roglič      | Red Bull-Bora-Hansgrohe    | 36 poäng       |                |
| 2.             | Mats Wenzel        | Equipo Kern Pharma         | 36 poäng       |                |
| 3.             | Bruno Armirail     | Decathlon-AG2R La Mondiale | 33 poäng       |                |
| 4.             | Juan Ayuso         | UAE Team Emirates XRG      | 22 poäng       |                |
| 5.             | Alex Molenaar      | Caja Rural-Seguros RGA     | 18 poäng       |                |
| 6.             | Danny van der Tuuk | Euskaltel-Euskadi          | 16 poäng       |                |
| 7.             | Lorenzo Germani    | Groupama-FDJ               | 16 poäng       |                |
| 8.             | Mario Aparicio     | Burgos-Burpellet-BH        | 12 poäng       |                |
| 9.             | Pablo Torres       | UAE Team Emirates XRG      | 12 poäng       |                |
| 10.            | Enric Mas          | Movistar Team              | 9 poäng        |                |

| Ungdomstävlingen | Ungdomstävlingen        | Ungdomstävlingen        | Ungdomstävlingen | Ungdomstävlingen |
| Cyklist          | Cyklist                 | Lag                     | Tid              |                  |
| ---------------- | ----------------------- | ----------------------- | ---------------- | ---------------- |
| 1.               | Juan Ayuso              | UAE Team Emirates XRG   | 24t 46' 49"      |                  |
| 2.               | Lenny Martinez          | Bahrain Victorious      | + 32"            |                  |
| 3.               | Matthew Riccitello      | Israel-Premier Tech     | + 1' 32"         |                  |
| 4.               | William Junior Lecerf   | Soudal Quick-Step       | + 1' 45"         |                  |
| 5.               | Giulio Pellizzari       | Red Bull-Bora-Hansgrohe | + 1' 52"         |                  |
| 6.               | Pablo Torres            | UAE Team Emirates XRG   | + 7' 38"         |                  |
| 7.               | Jaume Guardeño          | Caja Rural-Seguros RGA  | + 9' 51"         |                  |
| 8.               | Brieuc Rolland          | Groupama-FDJ            | + 11' 01"        |                  |
| 9.               | Embret Svestad-Bårdseng | Arkéa-B&B Hotels        | + 12' 06"        |                  |
| 10.              | Gianmarco Garofoli      | Soudal Quick-Step       | + 19' 23"        |                  |

| Ungdomstävlingen | Ungdomstävlingen        | Ungdomstävlingen        | Ungdomstävlingen | Ungdomstävlingen |
| Cyklist          | Cyklist                 | Lag                     | Tid              |                  |
| ---------------- | ----------------------- | ----------------------- | ---------------- | ---------------- |
| 1.               | Juan Ayuso              | UAE Team Emirates XRG   | 24t 46' 49"      |                  |
| 2.               | Lenny Martinez          | Bahrain Victorious      | + 32"            |                  |
| 3.               | Matthew Riccitello      | Israel-Premier Tech     | + 1' 32"         |                  |
| 4.               | William Junior Lecerf   | Soudal Quick-Step       | + 1' 45"         |                  |
| 5.               | Giulio Pellizzari       | Red Bull-Bora-Hansgrohe | + 1' 52"         |                  |
| 6.               | Pablo Torres            | UAE Team Emirates XRG   | + 7' 38"         |                  |
| 7.               | Jaume Guardeño          | Caja Rural-Seguros RGA  | + 9' 51"         |                  |
| 8.               | Brieuc Rolland          | Groupama-FDJ            | + 11' 01"        |                  |
| 9.               | Embret Svestad-Bårdseng | Arkéa-B&B Hotels        | + 12' 06"        |                  |
| 10.              | Gianmarco Garofoli      | Soudal Quick-Step       | + 19' 23"        |                  |

| Lagtävlingen | Lagtävlingen               | Lagtävlingen | Lagtävlingen |
| Lag          | Lag                        | Tid          |              |
| ------------ | -------------------------- | ------------ | ------------ |
| 1.           | Team Visma \| Lease a Bike | 74t 26' 13"  |              |
| 2.           | XDS Astana Team            | + 48"        |              |
| 3.           | Red Bull-BORA-hansgrohe    | + 1' 58"     |              |
| 4.           | Ineos Grenadiers           | + 3' 47"     |              |
| 5.           | UAE Team Emirates XRG      | + 5' 38"     |              |

| Lagtävlingen | Lagtävlingen               | Lagtävlingen | Lagtävlingen |
| Lag          | Lag                        | Tid          |              |
| ------------ | -------------------------- | ------------ | ------------ |
| 1.           | Team Visma \| Lease a Bike | 74t 26' 13"  |              |
| 2.           | XDS Astana Team            | + 48"        |              |
| 3.           | Red Bull-BORA-hansgrohe    | + 1' 58"     |              |
| 4.           | Ineos Grenadiers           | + 3' 47"     |              |
| 5.           | UAE Team Emirates XRG      | + 5' 38"     |              |

## Startlista
| UAE Team Emirates XRG UAD             | UAE Team Emirates XRG UAD    | UAE Team Emirates XRG UAD |
| ------------------------------------- | ---------------------------- | ------------------------- |
| #                                     | Cyklist                      | Placering                 |
| 1                                     | Marc Soler (ESP)             | 26.                       |
| 2                                     | Adam Yates (GBR)             | 32.                       |
| 3                                     | Juan Ayuso (ESP)             | 2.                        |
| 4                                     | Pavel Sivakov (FRA)          | DNF-7                     |
| 5                                     | Pablo Torres (ESP)           | 28.                       |
| 6                                     | Domen Novak (SLO) (landsväg) | DNF-7                     |
| 7                                     | Julius Johansen (DEN)        | 116.                      |
| Sportchef : Fabrizio Guidi, Tomás Gil |                              |                           |

| Team Visma \| Lease a Bike TVL       | Team Visma \| Lease a Bike TVL | Team Visma \| Lease a Bike TVL |
| ------------------------------------ | ------------------------------ | ------------------------------ |
| #                                    | Cyklist                        | Placering                      |
| 11                                   | Sepp Kuss (USA)                | 23.                            |
| 12                                   | Wilco Kelderman (NED)          | 21.                            |
| 13                                   | Simon Yates (GBR)              | 9.                             |
| 14                                   | Bart Lemmen (NED)              | DNF-4                          |
| 15                                   | Matthew Brennan (GBR)          | DNS-6                          |
| 16                                   | Menno Huising (NED)            | 60.                            |
| 17                                   | Steven Kruijswijk (NED)        | DNF-7                          |
| Sportchef : Frans Maassen, Marc Reef |                                |                                |

| Soudal Quick-Step SOQ                       | Soudal Quick-Step SOQ         | Soudal Quick-Step SOQ |
| ------------------------------------------- | ----------------------------- | --------------------- |
| #                                           | Cyklist                       | Placering             |
| 21                                          | Mikel Landa (ESP)             | 4.                    |
| 22                                          | Valentin Paret-Peintre (FRA)  | DNF-4                 |
| 23                                          | William Junior Lecerf (BEL)   | 14.                   |
| 24                                          | Ethan Hayter (GBR) (landsväg) | 104.                  |
| 25                                          | Gianmarco Garofoli (ITA)      | 44.                   |
| 26                                          | James Knox (GBR)              | 50.                   |
| 27                                          | Pieter Serry (BEL)            | 80.                   |
| Sportchef : Geert Van Bondt, Klaas Lodewyck |                               |                       |

| Lidl-Trek LTK                            | Lidl-Trek LTK                | Lidl-Trek LTK |
| ---------------------------------------- | ---------------------------- | ------------- |
| #                                        | Cyklist                      | Placering     |
| 31                                       | Quinn Simmons (USA)          | 67.           |
| 32                                       | Juan Pedro López (ESP)       | 15.           |
| 33                                       | Carlos Verona (ESP)          | 47.           |
| 34                                       | Sam Oomen (NED)              | 42.           |
| 35                                       | Tao Geoghegan Hart (GBR)     | DNS-2         |
| 36                                       | Lennard Kämna (GER)          | 64.           |
| 37                                       | Amanuel Gebrezgabihier (ERI) | 57.           |
| Sportchef : Maxime Monfort, Kim Andersen |                              |               |

| Red Bull-Bora-Hansgrohe RBH            | Red Bull-Bora-Hansgrohe RBH      | Red Bull-Bora-Hansgrohe RBH |
| -------------------------------------- | -------------------------------- | --------------------------- |
| #                                      | Cyklist                          | Placering                   |
| 41                                     | Primož Roglič (SLO)              | 1.                          |
| 42                                     | Jan Tratnik (SLO)                | 90.                         |
| 43                                     | Giulio Pellizzari (ITA)          | 16.                         |
| 44                                     | Giovanni Aleotti (ITA)           | 36.                         |
| 45                                     | Frederik Wandahl (DEN)           | 68.                         |
| 46                                     | Alexander Hajek (AUT) (landsväg) | 85.                         |
| 47                                     | Nico Denz (GER)                  | 106.                        |
| Sportchef : Patxi Vila, Shane Archbold |                                  |                             |

| Decathlon-AG2R La Mondiale DAT                | Decathlon-AG2R La Mondiale DAT | Decathlon-AG2R La Mondiale DAT |
| --------------------------------------------- | ------------------------------ | ------------------------------ |
| #                                             | Cyklist                        | Placering                      |
| 51                                            | Felix Gall (AUT)               | DNS-6                          |
| 52                                            | Dorian Godon (FRA)             | 54.                            |
| 53                                            | Andrea Vendrame (ITA)          | 73.                            |
| 54                                            | Clément Berthet (FRA)          | 53.                            |
| 55                                            | Bruno Armirail (FRA)           | 65.                            |
| 56                                            | Johannes Staune-Mittet (NOR)   | 56.                            |
| 57                                            | Geoffrey Bouchard (FRA)        | 46.                            |
| Sportchef : Sébastien Joly, José Luis Arrieta |                                |                                |

| Ineos Grenadiers IGD                        | Ineos Grenadiers IGD         | Ineos Grenadiers IGD |
| ------------------------------------------- | ---------------------------- | -------------------- |
| #                                           | Cyklist                      | Placering            |
| 61                                          | Geraint Thomas (GBR)         | 45.                  |
| 62                                          | Egan Bernal (COL) (landsväg) | 7.                   |
| 63                                          | Laurens De Plus (BEL)        | 6.                   |
| 64                                          | Axel Laurance (FRA)          | 83.                  |
| 65                                          | Michael Leonard (CAN)        | 103.                 |
| 66                                          | Lucas Hamilton (AUS)         | 105.                 |
| 67                                          | Omar Fraile (ESP)            | 84.                  |
| Sportchef : Zakkari Dempster, Xabier Zandio |                              |                      |

| Alpecin-Deceuninck ADC                   | Alpecin-Deceuninck ADC  | Alpecin-Deceuninck ADC |
| ---------------------------------------- | ----------------------- | ---------------------- |
| #                                        | Cyklist                 | Placering              |
| 71                                       | Kaden Groves (AUS)      | DNF-4                  |
| 72                                       | Quinten Hermans (BEL)   | DNS-4                  |
| 73                                       | Tibor del Grosso (NED)  | DNS-7                  |
| 74                                       | Stan Van Tricht (BEL)   | DNF-3                  |
| 75                                       | Gal Glivar (SLO)        | DNS-4                  |
| 76                                       | Edward Planckaert (BEL) | 86.                    |
| 77                                       | Jimmy Janssens (BEL)    | DNF-7                  |
| Sportchef : Gianni Meersman, Luuc Bugter |                         |                        |

| Groupama-FDJ GFC                              | Groupama-FDJ GFC          | Groupama-FDJ GFC |
| --------------------------------------------- | ------------------------- | ---------------- |
| #                                             | Cyklist                   | Placering        |
| 81                                            | Rudy Molard (FRA)         | 74.              |
| 82                                            | Brieuc Rolland (FRA)      | 34.              |
| 83                                            | Rémy Rochas (FRA)         | DNF-7            |
| 84                                            | Tom Donnenwirth (FRA)     | 118.             |
| 85                                            | Clément Braz Afonso (FRA) | 39.              |
| 86                                            | Enzo Paleni (FRA)         | 79.              |
| 87                                            | Lorenzo Germani (ITA)     | 48.              |
| Sportchef : Stéphane Goubert, Jussi Veikkanen |                           |                  |

| EF Education-EasyPost EFE                      | EF Education-EasyPost EFE        | EF Education-EasyPost EFE |
| ---------------------------------------------- | -------------------------------- | ------------------------- |
| #                                              | Cyklist                          | Placering                 |
| 91                                             | Richard Carapaz (ECU)            | 10.                       |
| 92                                             | Marijn van den Berg (NED)        | DNS-6                     |
| 93                                             | Georg Steinhauser (GER)          | 55.                       |
| 94                                             | Esteban Chaves (COL)             | 30.                       |
| 95                                             | Darren Rafferty (IRL) (landsväg) | 87.                       |
| 96                                             | Hugh Carthy (GBR)                | DNF-4                     |
| 97                                             | James Shaw (GBR)                 | 82.                       |
| Sportchef : Tejay van Garderen, Matti Breschel |                                  |                           |

| Movistar Team MOV                                    | Movistar Team MOV           | Movistar Team MOV |
| ---------------------------------------------------- | --------------------------- | ----------------- |
| #                                                    | Cyklist                     | Placering         |
| 101                                                  | Enric Mas (ESP)             | 3.                |
| 102                                                  | Gregor Mühlberger (AUT)     | 70.               |
| 103                                                  | Nairo Quintana (COL)        | 19.               |
| 104                                                  | William Barta (USA)         | DNF-7             |
| 105                                                  | Antonio Pedrero (ESP)       | 75.               |
| 106                                                  | Michel Hessmann (GER)       | 89.               |
| 107                                                  | Albert Torres Barceló (ESP) | DNF-7             |
| Sportchef : José Joaquín Rojas, Chente García Acosta |                             |                   |

| Team Jayco AlUla JAY                   | Team Jayco AlUla JAY          | Team Jayco AlUla JAY |
| -------------------------------------- | ----------------------------- | -------------------- |
| #                                      | Cyklist                       | Placering            |
| 111                                    | Ben O'Connor (AUS)            | 12.                  |
| 112                                    | Anders Foldager (DEN)         | 107.                 |
| 113                                    | Koen Bouwman (NED)            | 96.                  |
| 114                                    | Hagos Welay Berhe (ETH)       | DNF-4                |
| 115                                    | Alessandro De Marchi (ITA)    | 110.                 |
| 116                                    | Asbjørn Hellemose (DEN)       | 69.                  |
| 117                                    | Christopher Juul-Jensen (DEN) | 94.                  |
| Sportchef : Steve Cummings, Rafa Valls |                               |                      |

| Intermarché-Wanty IWA                           | Intermarché-Wanty IWA   | Intermarché-Wanty IWA |
| ----------------------------------------------- | ----------------------- | --------------------- |
| #                                               | Cyklist                 | Placering             |
| 121                                             | Kamiel Bonneu (BEL)     | DNS-1                 |
| 122                                             | Louis Meintjes (RSA)    | 40.                   |
| 123                                             | Dion Smith (NZL)        | 66.                   |
| 124                                             | Dries De Pooter (BEL)   | DNS-4                 |
| 125                                             | Alexy Faure Prost (FRA) | 91.                   |
| 126                                             | Kevin Colleoni (ITA)    | 98.                   |
| 127                                             | Tom Paquot (BEL)        | DNF-7                 |
| Sportchef : Steven De Neef, Sebastien Demarbaix |                         |                       |

| Team Picnic-PostNL TPP                         | Team Picnic-PostNL TPP    | Team Picnic-PostNL TPP |
| ---------------------------------------------- | ------------------------- | ---------------------- |
| #                                              | Cyklist                   | Placering              |
| 131                                            | Pavel Bittner (CZE)       | 93.                    |
| 132                                            | Frank van den Broek (NED) | 77.                    |
| 133                                            | Nils Eekhoff (NED)        | DNS-6                  |
| 134                                            | Patrick Eddy (AUS)        | DNF-7                  |
| 135                                            | Robbe Dhondt (BEL)        | 119.                   |
| 136                                            | Timo Roosen (NED)         | DNF-7                  |
| 137                                            | Romain Combaud (FRA)      | 112.                   |
| Sportchef : Pim Ligthart, Christian Guiberteau |                           |                        |

| Bahrain Victorious TBV                          | Bahrain Victorious TBV  | Bahrain Victorious TBV |
| ----------------------------------------------- | ----------------------- | ---------------------- |
| #                                               | Cyklist                 | Placering              |
| 141                                             | Lenny Martinez (FRA)    | 5.                     |
| 142                                             | Matevž Govekar (SLO)    | DNF-7                  |
| 143                                             | Afonso Eulálio (POR)    | 61.                    |
| 144                                             | Rainer Kepplinger (AUT) | DNF-3                  |
| 145                                             | Finlay Pickering (GBR)  | DNS-4                  |
| 146                                             | Fran Miholjević (CRO)   | 102.                   |
| 147                                             | Nicolò Buratti (ITA)    | DNF-7                  |
| Sportchef : Franco Pellizotti, Xavier Florencio |                         |                        |

| Arkéa-B&B Hotels ARK     | Arkéa-B&B Hotels ARK          | Arkéa-B&B Hotels ARK |
| ------------------------ | ----------------------------- | -------------------- |
| #                        | Cyklist                       | Placering            |
| 151                      | Cristián Rodríguez (ESP)      | 24.                  |
| 152                      | Michel Ries (LUX)             | 33.                  |
| 153                      | Embret Svestad-Bårdseng (NOR) | 35.                  |
| 154                      | Louis Rouland (FRA)           | 109.                 |
| 155                      | Victor Guernalec (FRA)        | 99.                  |
| 156                      | Élie Gesbert (FRA)            | DNF-3                |
| 157                      | Laurens Huys (BEL)            | DNF-3                |
| Sportchef : Roger Tréhin |                               |                      |

| Cofidis COF                                        | Cofidis COF                 | Cofidis COF |
| -------------------------------------------------- | --------------------------- | ----------- |
| #                                                  | Cyklist                     | Placering   |
| 161                                                | Stanisław Aniołkowski (POL) | DNS-4       |
| 162                                                | Sylvain Moniquet (BEL)      | 108.        |
| 163                                                | Emanuel Buchmann (GER)      | 22.         |
| 164                                                | Jesús Herrada (ESP)         | 72.         |
| 165                                                | Jonathan Lastra (ESP)       | DNF-7       |
| 166                                                | Nolann Mahoudo (FRA)        | DNF-2       |
| 167                                                | Hugo Toumire (FRA)          | 120.        |
| Sportchef : Gorka Gerrikagoitia, Yvonnick Bolgiani |                             |             |

| XDS Astana Team XAT                           | XDS Astana Team XAT              | XDS Astana Team XAT |
| --------------------------------------------- | -------------------------------- | ------------------- |
| #                                             | Cyklist                          | Placering           |
| 171                                           | Lorenzo Fortunato (ITA)          | 20.                 |
| 172                                           | Henok Mulubrhan (ERI) (landsväg) | 88.                 |
| 173                                           | Wout Poels (NED)                 | 18.                 |
| 174                                           | Harold Martín López (ECU)        | 13.                 |
| 175                                           | Darren van Bekkum (NED)          | 52.                 |
| 176                                           | Su Haoyu (CHN)                   | DNF-3               |
| 177                                           | Ide Schelling (NED)              | DNS-7               |
| Sportchef : Dmitrij Fofonov, Bruno Cenghialta |                                  |                     |

| Lotto LOT                             | Lotto LOT                 | Lotto LOT |
| ------------------------------------- | ------------------------- | --------- |
| #                                     | Cyklist                   | Placering |
| 181                                   | Lennert Van Eetvelt (BEL) | 8.        |
| 182                                   | Logan Currie (NZL)        | 76.       |
| 183                                   | Eduardo Sepúlveda (ARG)   | 51.       |
| 184                                   | Reuben Thompson (NZL)     | 41.       |
| 185                                   | Henri Vandenabeele (BEL)  | DNF-3     |
| 186                                   | Jonas Gregaard (DEN)      | 113.      |
| 187                                   | Jarrad Drizners (AUS)     | DNF-7     |
| Sportchef : Mario Aerts, Marc Wauters |                           |           |

| Israel-Premier Tech IPT                        | Israel-Premier Tech IPT  | Israel-Premier Tech IPT |
| ---------------------------------------------- | ------------------------ | ----------------------- |
| #                                              | Cyklist                  | Placering               |
| 191                                            | Corbin Strong (NZL)      | 49.                     |
| 192                                            | Matthew Riccitello (USA) | 11.                     |
| 193                                            | George Bennett (NZL)     | 25.                     |
| 194                                            | Ethan Vernon (GBR)       | 92.                     |
| 195                                            | Nick Schultz (AUS)       | 100.                    |
| 196                                            | Itamar Einhorn (ISR)     | DNF-7                   |
| 197                                            | Simon Clarke (AUS)       | DNS-2                   |
| Sportchef : Óscar Guerrero, Alexander Cataford |                          |                         |

| Caja Rural-Seguros RGA CJR                    | Caja Rural-Seguros RGA CJR | Caja Rural-Seguros RGA CJR |
| --------------------------------------------- | -------------------------- | -------------------------- |
| #                                             | Cyklist                    | Placering                  |
| 201                                           | Alex Molenaar (NED)        | 81.                        |
| 202                                           | Jaume Guardeño (ESP)       | 31.                        |
| 203                                           | Abel Balderstone (ESP)     | 101.                       |
| 204                                           | Daniel Babor (CZE)         | DNF-7                      |
| 205                                           | Sebastian Berwick (AUS)    | DNF-7                      |
| 206                                           | Calum Johnston (GBR)       | 111.                       |
| 207                                           | Jan Castellon (ESP)        | 121.                       |
| Sportchef : Aritz Bagües, Juan Carlos Vázquez |                            |                            |

| Equipo Kern Pharma EKP           | Equipo Kern Pharma EKP | Equipo Kern Pharma EKP |
| -------------------------------- | ---------------------- | ---------------------- |
| #                                | Cyklist                | Placering              |
| 211                              | Pau Miquel (ESP)       | 59.                    |
| 212                              | Urko Berrade (ESP)     | 78.                    |
| 213                              | José Félix Parra (ESP) | 63.                    |
| 214                              | Mats Wenzel (LUX)      | 95.                    |
| 215                              | Iván Sosa (COL)        | 43.                    |
| 216                              | Iván Cobo (ESP)        | 58.                    |
| 217                              | Diego Uriarte (ESP)    | 115.                   |
| Sportchef : Carlos Antón Jiménez |                        |                        |

| Burgos-Burpellet-BH BBH              | Burgos-Burpellet-BH BBH                | Burgos-Burpellet-BH BBH |
| ------------------------------------ | -------------------------------------- | ----------------------- |
| #                                    | Cyklist                                | Placering               |
| 221                                  | José Luis Faura (ESP)                  | DNF-1                   |
| 222                                  | Antonio Fagúndez (URU)                 | 37.                     |
| 223                                  | José Manuel Díaz Gallego (ESP)         | 17.                     |
| 224                                  | Sergio Geovani Chumil (GUA) (landsväg) | 38.                     |
| 225                                  | Mario Aparicio (ESP)                   | 29.                     |
| 226                                  | Josh Burnett (NZL)                     | 71.                     |
| 227                                  | Carlos García Pierna (ESP)             | 27.                     |
| Sportchef : Damien Garcia, Jetse Bol |                                        |                         |

| Euskaltel-Euskadi EUS                        | Euskaltel-Euskadi EUS    | Euskaltel-Euskadi EUS |
| -------------------------------------------- | ------------------------ | --------------------- |
| #                                            | Cyklist                  | Placering             |
| 231                                          | Jon Aberasturi (ESP)     | DNS-6                 |
| 232                                          | Márton Dina (HUN)        | 114.                  |
| 233                                          | Mikel Bizkarra (ESP)     | 62.                   |
| 234                                          | Jokin Murguialday (ESP)  | 122.                  |
| 235                                          | Jon Agirre (ESP)         | DNF-1                 |
| 236                                          | Danny van der Tuuk (POL) | 117.                  |
| 237                                          | Nicolás Alustiza (ESP)   | 97.                   |
| Sportchef : Rubén Pérez Moreno, Jorge Azanza |                          |                       |

| UAE Team Emirates XRG UAD             | UAE Team Emirates XRG UAD    | UAE Team Emirates XRG UAD |
| ------------------------------------- | ---------------------------- | ------------------------- |
| #                                     | Cyklist                      | Placering                 |
| 1                                     | Marc Soler (ESP)             | 26.                       |
| 2                                     | Adam Yates (GBR)             | 32.                       |
| 3                                     | Juan Ayuso (ESP)             | 2.                        |
| 4                                     | Pavel Sivakov (FRA)          | DNF-7                     |
| 5                                     | Pablo Torres (ESP)           | 28.                       |
| 6                                     | Domen Novak (SLO) (landsväg) | DNF-7                     |
| 7                                     | Julius Johansen (DEN)        | 116.                      |
| Sportchef : Fabrizio Guidi, Tomás Gil |                              |                           |

| Team Visma \| Lease a Bike TVL       | Team Visma \| Lease a Bike TVL | Team Visma \| Lease a Bike TVL |
| ------------------------------------ | ------------------------------ | ------------------------------ |
| #                                    | Cyklist                        | Placering                      |
| 11                                   | Sepp Kuss (USA)                | 23.                            |
| 12                                   | Wilco Kelderman (NED)          | 21.                            |
| 13                                   | Simon Yates (GBR)              | 9.                             |
| 14                                   | Bart Lemmen (NED)              | DNF-4                          |
| 15                                   | Matthew Brennan (GBR)          | DNS-6                          |
| 16                                   | Menno Huising (NED)            | 60.                            |
| 17                                   | Steven Kruijswijk (NED)        | DNF-7                          |
| Sportchef : Frans Maassen, Marc Reef |                                |                                |

| Soudal Quick-Step SOQ                       | Soudal Quick-Step SOQ         | Soudal Quick-Step SOQ |
| ------------------------------------------- | ----------------------------- | --------------------- |
| #                                           | Cyklist                       | Placering             |
| 21                                          | Mikel Landa (ESP)             | 4.                    |
| 22                                          | Valentin Paret-Peintre (FRA)  | DNF-4                 |
| 23                                          | William Junior Lecerf (BEL)   | 14.                   |
| 24                                          | Ethan Hayter (GBR) (landsväg) | 104.                  |
| 25                                          | Gianmarco Garofoli (ITA)      | 44.                   |
| 26                                          | James Knox (GBR)              | 50.                   |
| 27                                          | Pieter Serry (BEL)            | 80.                   |
| Sportchef : Geert Van Bondt, Klaas Lodewyck |                               |                       |

| Lidl-Trek LTK                            | Lidl-Trek LTK                | Lidl-Trek LTK |
| ---------------------------------------- | ---------------------------- | ------------- |
| #                                        | Cyklist                      | Placering     |
| 31                                       | Quinn Simmons (USA)          | 67.           |
| 32                                       | Juan Pedro López (ESP)       | 15.           |
| 33                                       | Carlos Verona (ESP)          | 47.           |
| 34                                       | Sam Oomen (NED)              | 42.           |
| 35                                       | Tao Geoghegan Hart (GBR)     | DNS-2         |
| 36                                       | Lennard Kämna (GER)          | 64.           |
| 37                                       | Amanuel Gebrezgabihier (ERI) | 57.           |
| Sportchef : Maxime Monfort, Kim Andersen |                              |               |

| Red Bull-Bora-Hansgrohe RBH            | Red Bull-Bora-Hansgrohe RBH      | Red Bull-Bora-Hansgrohe RBH |
| -------------------------------------- | -------------------------------- | --------------------------- |
| #                                      | Cyklist                          | Placering                   |
| 41                                     | Primož Roglič (SLO)              | 1.                          |
| 42                                     | Jan Tratnik (SLO)                | 90.                         |
| 43                                     | Giulio Pellizzari (ITA)          | 16.                         |
| 44                                     | Giovanni Aleotti (ITA)           | 36.                         |
| 45                                     | Frederik Wandahl (DEN)           | 68.                         |
| 46                                     | Alexander Hajek (AUT) (landsväg) | 85.                         |
| 47                                     | Nico Denz (GER)                  | 106.                        |
| Sportchef : Patxi Vila, Shane Archbold |                                  |                             |

| Decathlon-AG2R La Mondiale DAT                | Decathlon-AG2R La Mondiale DAT | Decathlon-AG2R La Mondiale DAT |
| --------------------------------------------- | ------------------------------ | ------------------------------ |
| #                                             | Cyklist                        | Placering                      |
| 51                                            | Felix Gall (AUT)               | DNS-6                          |
| 52                                            | Dorian Godon (FRA)             | 54.                            |
| 53                                            | Andrea Vendrame (ITA)          | 73.                            |
| 54                                            | Clément Berthet (FRA)          | 53.                            |
| 55                                            | Bruno Armirail (FRA)           | 65.                            |
| 56                                            | Johannes Staune-Mittet (NOR)   | 56.                            |
| 57                                            | Geoffrey Bouchard (FRA)        | 46.                            |
| Sportchef : Sébastien Joly, José Luis Arrieta |                                |                                |

| Ineos Grenadiers IGD                        | Ineos Grenadiers IGD         | Ineos Grenadiers IGD |
| ------------------------------------------- | ---------------------------- | -------------------- |
| #                                           | Cyklist                      | Placering            |
| 61                                          | Geraint Thomas (GBR)         | 45.                  |
| 62                                          | Egan Bernal (COL) (landsväg) | 7.                   |
| 63                                          | Laurens De Plus (BEL)        | 6.                   |
| 64                                          | Axel Laurance (FRA)          | 83.                  |
| 65                                          | Michael Leonard (CAN)        | 103.                 |
| 66                                          | Lucas Hamilton (AUS)         | 105.                 |
| 67                                          | Omar Fraile (ESP)            | 84.                  |
| Sportchef : Zakkari Dempster, Xabier Zandio |                              |                      |

| Alpecin-Deceuninck ADC                   | Alpecin-Deceuninck ADC  | Alpecin-Deceuninck ADC |
| ---------------------------------------- | ----------------------- | ---------------------- |
| #                                        | Cyklist                 | Placering              |
| 71                                       | Kaden Groves (AUS)      | DNF-4                  |
| 72                                       | Quinten Hermans (BEL)   | DNS-4                  |
| 73                                       | Tibor del Grosso (NED)  | DNS-7                  |
| 74                                       | Stan Van Tricht (BEL)   | DNF-3                  |
| 75                                       | Gal Glivar (SLO)        | DNS-4                  |
| 76                                       | Edward Planckaert (BEL) | 86.                    |
| 77                                       | Jimmy Janssens (BEL)    | DNF-7                  |
| Sportchef : Gianni Meersman, Luuc Bugter |                         |                        |

| Groupama-FDJ GFC                              | Groupama-FDJ GFC          | Groupama-FDJ GFC |
| --------------------------------------------- | ------------------------- | ---------------- |
| #                                             | Cyklist                   | Placering        |
| 81                                            | Rudy Molard (FRA)         | 74.              |
| 82                                            | Brieuc Rolland (FRA)      | 34.              |
| 83                                            | Rémy Rochas (FRA)         | DNF-7            |
| 84                                            | Tom Donnenwirth (FRA)     | 118.             |
| 85                                            | Clément Braz Afonso (FRA) | 39.              |
| 86                                            | Enzo Paleni (FRA)         | 79.              |
| 87                                            | Lorenzo Germani (ITA)     | 48.              |
| Sportchef : Stéphane Goubert, Jussi Veikkanen |                           |                  |

| EF Education-EasyPost EFE                      | EF Education-EasyPost EFE        | EF Education-EasyPost EFE |
| ---------------------------------------------- | -------------------------------- | ------------------------- |
| #                                              | Cyklist                          | Placering                 |
| 91                                             | Richard Carapaz (ECU)            | 10.                       |
| 92                                             | Marijn van den Berg (NED)        | DNS-6                     |
| 93                                             | Georg Steinhauser (GER)          | 55.                       |
| 94                                             | Esteban Chaves (COL)             | 30.                       |
| 95                                             | Darren Rafferty (IRL) (landsväg) | 87.                       |
| 96                                             | Hugh Carthy (GBR)                | DNF-4                     |
| 97                                             | James Shaw (GBR)                 | 82.                       |
| Sportchef : Tejay van Garderen, Matti Breschel |                                  |                           |

| Movistar Team MOV                                    | Movistar Team MOV           | Movistar Team MOV |
| ---------------------------------------------------- | --------------------------- | ----------------- |
| #                                                    | Cyklist                     | Placering         |
| 101                                                  | Enric Mas (ESP)             | 3.                |
| 102                                                  | Gregor Mühlberger (AUT)     | 70.               |
| 103                                                  | Nairo Quintana (COL)        | 19.               |
| 104                                                  | William Barta (USA)         | DNF-7             |
| 105                                                  | Antonio Pedrero (ESP)       | 75.               |
| 106                                                  | Michel Hessmann (GER)       | 89.               |
| 107                                                  | Albert Torres Barceló (ESP) | DNF-7             |
| Sportchef : José Joaquín Rojas, Chente García Acosta |                             |                   |

| Team Jayco AlUla JAY                   | Team Jayco AlUla JAY          | Team Jayco AlUla JAY |
| -------------------------------------- | ----------------------------- | -------------------- |
| #                                      | Cyklist                       | Placering            |
| 111                                    | Ben O'Connor (AUS)            | 12.                  |
| 112                                    | Anders Foldager (DEN)         | 107.                 |
| 113                                    | Koen Bouwman (NED)            | 96.                  |
| 114                                    | Hagos Welay Berhe (ETH)       | DNF-4                |
| 115                                    | Alessandro De Marchi (ITA)    | 110.                 |
| 116                                    | Asbjørn Hellemose (DEN)       | 69.                  |
| 117                                    | Christopher Juul-Jensen (DEN) | 94.                  |
| Sportchef : Steve Cummings, Rafa Valls |                               |                      |

| Intermarché-Wanty IWA                           | Intermarché-Wanty IWA   | Intermarché-Wanty IWA |
| ----------------------------------------------- | ----------------------- | --------------------- |
| #                                               | Cyklist                 | Placering             |
| 121                                             | Kamiel Bonneu (BEL)     | DNS-1                 |
| 122                                             | Louis Meintjes (RSA)    | 40.                   |
| 123                                             | Dion Smith (NZL)        | 66.                   |
| 124                                             | Dries De Pooter (BEL)   | DNS-4                 |
| 125                                             | Alexy Faure Prost (FRA) | 91.                   |
| 126                                             | Kevin Colleoni (ITA)    | 98.                   |
| 127                                             | Tom Paquot (BEL)        | DNF-7                 |
| Sportchef : Steven De Neef, Sebastien Demarbaix |                         |                       |

| Team Picnic-PostNL TPP                         | Team Picnic-PostNL TPP    | Team Picnic-PostNL TPP |
| ---------------------------------------------- | ------------------------- | ---------------------- |
| #                                              | Cyklist                   | Placering              |
| 131                                            | Pavel Bittner (CZE)       | 93.                    |
| 132                                            | Frank van den Broek (NED) | 77.                    |
| 133                                            | Nils Eekhoff (NED)        | DNS-6                  |
| 134                                            | Patrick Eddy (AUS)        | DNF-7                  |
| 135                                            | Robbe Dhondt (BEL)        | 119.                   |
| 136                                            | Timo Roosen (NED)         | DNF-7                  |
| 137                                            | Romain Combaud (FRA)      | 112.                   |
| Sportchef : Pim Ligthart, Christian Guiberteau |                           |                        |

| Bahrain Victorious TBV                          | Bahrain Victorious TBV  | Bahrain Victorious TBV |
| ----------------------------------------------- | ----------------------- | ---------------------- |
| #                                               | Cyklist                 | Placering              |
| 141                                             | Lenny Martinez (FRA)    | 5.                     |
| 142                                             | Matevž Govekar (SLO)    | DNF-7                  |
| 143                                             | Afonso Eulálio (POR)    | 61.                    |
| 144                                             | Rainer Kepplinger (AUT) | DNF-3                  |
| 145                                             | Finlay Pickering (GBR)  | DNS-4                  |
| 146                                             | Fran Miholjević (CRO)   | 102.                   |
| 147                                             | Nicolò Buratti (ITA)    | DNF-7                  |
| Sportchef : Franco Pellizotti, Xavier Florencio |                         |                        |

| Arkéa-B&B Hotels ARK     | Arkéa-B&B Hotels ARK          | Arkéa-B&B Hotels ARK |
| ------------------------ | ----------------------------- | -------------------- |
| #                        | Cyklist                       | Placering            |
| 151                      | Cristián Rodríguez (ESP)      | 24.                  |
| 152                      | Michel Ries (LUX)             | 33.                  |
| 153                      | Embret Svestad-Bårdseng (NOR) | 35.                  |
| 154                      | Louis Rouland (FRA)           | 109.                 |
| 155                      | Victor Guernalec (FRA)        | 99.                  |
| 156                      | Élie Gesbert (FRA)            | DNF-3                |
| 157                      | Laurens Huys (BEL)            | DNF-3                |
| Sportchef : Roger Tréhin |                               |                      |

| Cofidis COF                                        | Cofidis COF                 | Cofidis COF |
| -------------------------------------------------- | --------------------------- | ----------- |
| #                                                  | Cyklist                     | Placering   |
| 161                                                | Stanisław Aniołkowski (POL) | DNS-4       |
| 162                                                | Sylvain Moniquet (BEL)      | 108.        |
| 163                                                | Emanuel Buchmann (GER)      | 22.         |
| 164                                                | Jesús Herrada (ESP)         | 72.         |
| 165                                                | Jonathan Lastra (ESP)       | DNF-7       |
| 166                                                | Nolann Mahoudo (FRA)        | DNF-2       |
| 167                                                | Hugo Toumire (FRA)          | 120.        |
| Sportchef : Gorka Gerrikagoitia, Yvonnick Bolgiani |                             |             |

| XDS Astana Team XAT                           | XDS Astana Team XAT              | XDS Astana Team XAT |
| --------------------------------------------- | -------------------------------- | ------------------- |
| #                                             | Cyklist                          | Placering           |
| 171                                           | Lorenzo Fortunato (ITA)          | 20.                 |
| 172                                           | Henok Mulubrhan (ERI) (landsväg) | 88.                 |
| 173                                           | Wout Poels (NED)                 | 18.                 |
| 174                                           | Harold Martín López (ECU)        | 13.                 |
| 175                                           | Darren van Bekkum (NED)          | 52.                 |
| 176                                           | Su Haoyu (CHN)                   | DNF-3               |
| 177                                           | Ide Schelling (NED)              | DNS-7               |
| Sportchef : Dmitrij Fofonov, Bruno Cenghialta |                                  |                     |

| Lotto LOT                             | Lotto LOT                 | Lotto LOT |
| ------------------------------------- | ------------------------- | --------- |
| #                                     | Cyklist                   | Placering |
| 181                                   | Lennert Van Eetvelt (BEL) | 8.        |
| 182                                   | Logan Currie (NZL)        | 76.       |
| 183                                   | Eduardo Sepúlveda (ARG)   | 51.       |
| 184                                   | Reuben Thompson (NZL)     | 41.       |
| 185                                   | Henri Vandenabeele (BEL)  | DNF-3     |
| 186                                   | Jonas Gregaard (DEN)      | 113.      |
| 187                                   | Jarrad Drizners (AUS)     | DNF-7     |
| Sportchef : Mario Aerts, Marc Wauters |                           |           |

| Israel-Premier Tech IPT                        | Israel-Premier Tech IPT  | Israel-Premier Tech IPT |
| ---------------------------------------------- | ------------------------ | ----------------------- |
| #                                              | Cyklist                  | Placering               |
| 191                                            | Corbin Strong (NZL)      | 49.                     |
| 192                                            | Matthew Riccitello (USA) | 11.                     |
| 193                                            | George Bennett (NZL)     | 25.                     |
| 194                                            | Ethan Vernon (GBR)       | 92.                     |
| 195                                            | Nick Schultz (AUS)       | 100.                    |
| 196                                            | Itamar Einhorn (ISR)     | DNF-7                   |
| 197                                            | Simon Clarke (AUS)       | DNS-2                   |
| Sportchef : Óscar Guerrero, Alexander Cataford |                          |                         |

| Caja Rural-Seguros RGA CJR                    | Caja Rural-Seguros RGA CJR | Caja Rural-Seguros RGA CJR |
| --------------------------------------------- | -------------------------- | -------------------------- |
| #                                             | Cyklist                    | Placering                  |
| 201                                           | Alex Molenaar (NED)        | 81.                        |
| 202                                           | Jaume Guardeño (ESP)       | 31.                        |
| 203                                           | Abel Balderstone (ESP)     | 101.                       |
| 204                                           | Daniel Babor (CZE)         | DNF-7                      |
| 205                                           | Sebastian Berwick (AUS)    | DNF-7                      |
| 206                                           | Calum Johnston (GBR)       | 111.                       |
| 207                                           | Jan Castellon (ESP)        | 121.                       |
| Sportchef : Aritz Bagües, Juan Carlos Vázquez |                            |                            |

| Equipo Kern Pharma EKP           | Equipo Kern Pharma EKP | Equipo Kern Pharma EKP |
| -------------------------------- | ---------------------- | ---------------------- |
| #                                | Cyklist                | Placering              |
| 211                              | Pau Miquel (ESP)       | 59.                    |
| 212                              | Urko Berrade (ESP)     | 78.                    |
| 213                              | José Félix Parra (ESP) | 63.                    |
| 214                              | Mats Wenzel (LUX)      | 95.                    |
| 215                              | Iván Sosa (COL)        | 43.                    |
| 216                              | Iván Cobo (ESP)        | 58.                    |
| 217                              | Diego Uriarte (ESP)    | 115.                   |
| Sportchef : Carlos Antón Jiménez |                        |                        |

| Burgos-Burpellet-BH BBH              | Burgos-Burpellet-BH BBH                | Burgos-Burpellet-BH BBH |
| ------------------------------------ | -------------------------------------- | ----------------------- |
| #                                    | Cyklist                                | Placering               |
| 221                                  | José Luis Faura (ESP)                  | DNF-1                   |
| 222                                  | Antonio Fagúndez (URU)                 | 37.                     |
| 223                                  | José Manuel Díaz Gallego (ESP)         | 17.                     |
| 224                                  | Sergio Geovani Chumil (GUA) (landsväg) | 38.                     |
| 225                                  | Mario Aparicio (ESP)                   | 29.                     |
| 226                                  | Josh Burnett (NZL)                     | 71.                     |
| 227                                  | Carlos García Pierna (ESP)             | 27.                     |
| Sportchef : Damien Garcia, Jetse Bol |                                        |                         |

| Euskaltel-Euskadi EUS                        | Euskaltel-Euskadi EUS    | Euskaltel-Euskadi EUS |
| -------------------------------------------- | ------------------------ | --------------------- |
| #                                            | Cyklist                  | Placering             |
| 231                                          | Jon Aberasturi (ESP)     | DNS-6                 |
| 232                                          | Márton Dina (HUN)        | 114.                  |
| 233                                          | Mikel Bizkarra (ESP)     | 62.                   |
| 234                                          | Jokin Murguialday (ESP)  | 122.                  |
| 235                                          | Jon Agirre (ESP)         | DNF-1                 |
| 236                                          | Danny van der Tuuk (POL) | 117.                  |
| 237                                          | Nicolás Alustiza (ESP)   | 97.                   |
| Sportchef : Rubén Pérez Moreno, Jorge Azanza |                          |                       |

Förklaringar
DNF = Fullföljde inte, OTL = Utanför tidsgränsen, DNS = Startade inte, DSQ = Diskvalificerad